# Емильчино
Емильчи́но (укр. Ємільчине) — посёлок городского типа в Звягельском районе Житомирской области Украины. Входил в состав Речи Посполитой. С 1796 — в составе Российской империи. До революции 1917 года — местечко Новоград-Волынского уезда Волынской губернии.

## История

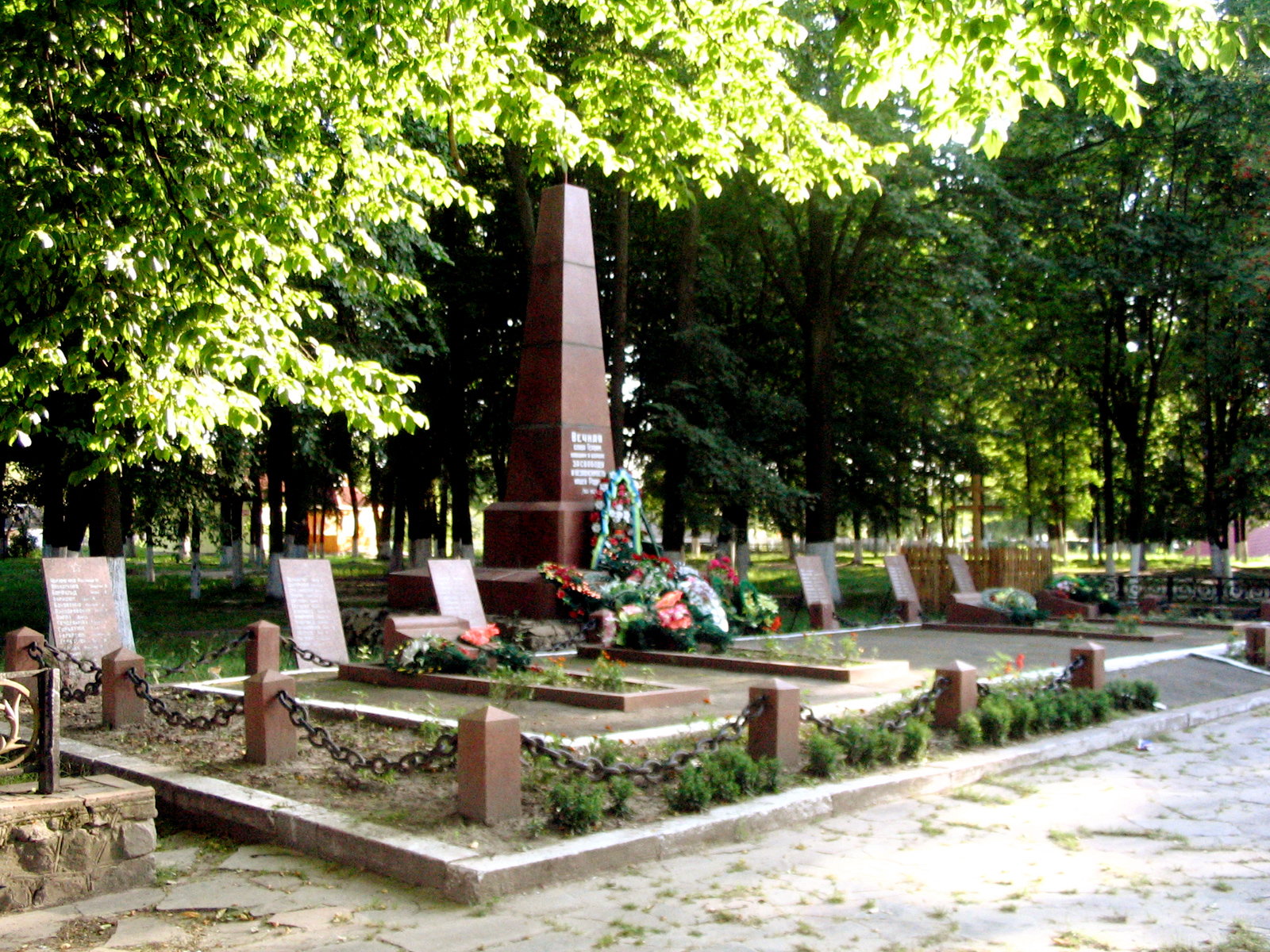
Памятник советским воинам, погибшим в войну. Расположен в парке, который основал граф Владимир Уваров.

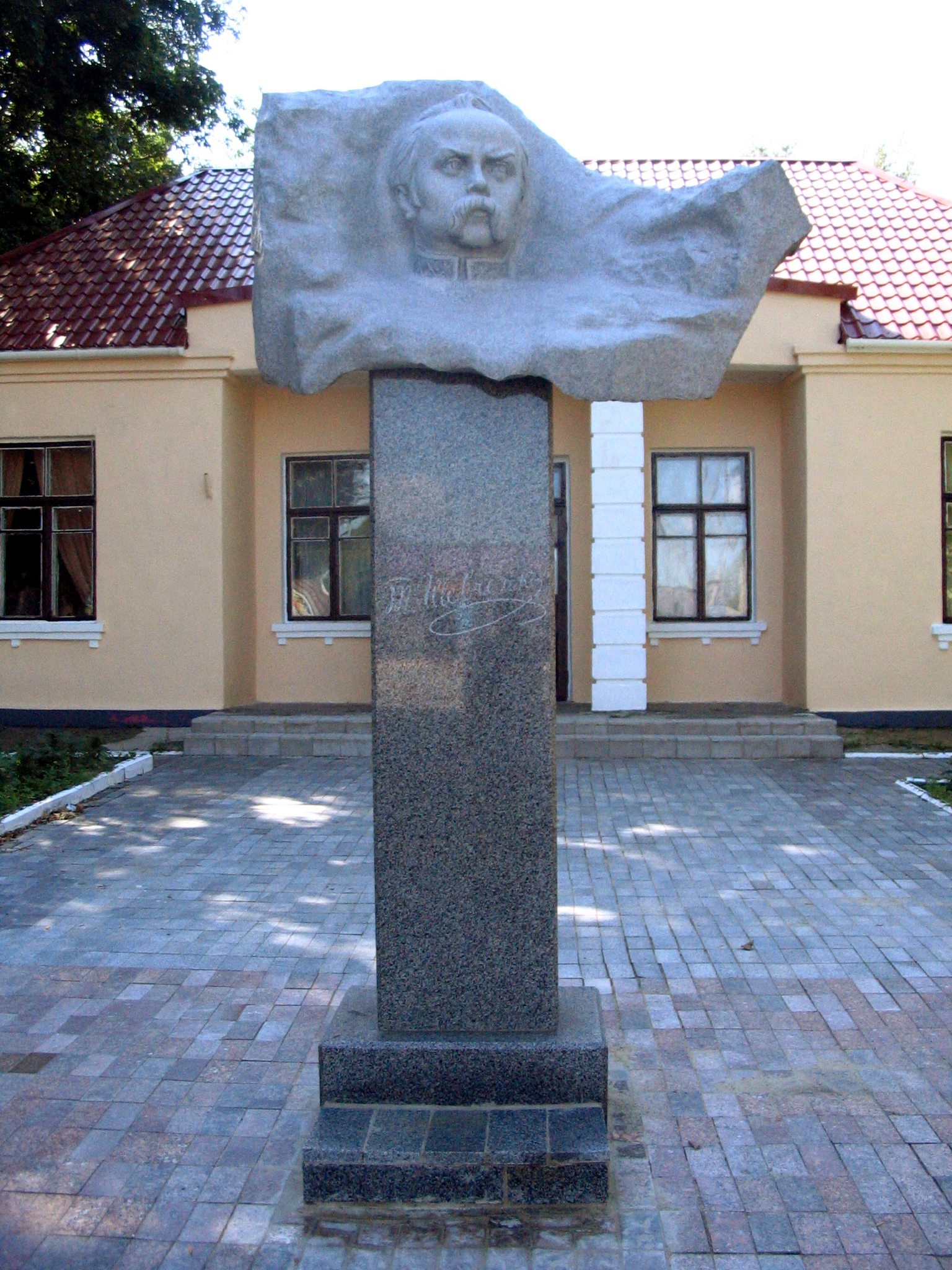
Памятник Тарасу Шевченко

Первое историческое название Емильчино было Межиричка. Название селения Межиричка произошло от того, что оно расположено в месте слияния реки Уборть и её левого притока реки Бересток.
Название поселений как "Межиричка" (Межирич) было довольно распространенным. Самыми известными во второй половине XVI в. были местечко Межирич Корецкая (сейчас Великие Межиричи) и местечко Межирич Острожская, соответственно владельцами которых были князья Корецкие и князья Острожские. Кроме того к началу XVII в. были известны селения: село Межиричка возле Овруча, впоследствии получившее статус местечка, Межиричка возле Радомышля и Межирич Киевская в Киевском повете. Что часто приводит к путанице – единственно точно определить принаналежность того или иного селения с одинаковым названием можно только по их владельцам.
Утверждение "известен с 1585 года", которое исходит к еврейскому сайту (ссылка ниже), является ошибочным – единственный документ за этот год, который может служить в качестве доказательства, касается местечка Межиричи (Острожской) – владения князей Острожских, и которое на тот час было в заставе (временном арендном владении) у князей Збаражских, а село Могильно, которое также там упоминается, это не Могильно (сейчас Вербiвка) возле Звягля, а одноименное село возле Владимира-Волынского.
Первое документально зафиксированное упоминание нашей Межирички в инвентаре владений князя Василия-Константина Острожского, который в 1603 г. при жизни князя сделали его сыновья Януш и Александр для равного раздела владений. В акте к этому инвентарю среди сел Звягельской волости, доставшихся воеводе волынскому князю Александру Острожкому, по тексту между селами Мяколовичи (сейчас Миколаевка) и Подлубы, упоминается селение Воля Межирич (Wola Międzyrżec).
"Воля" являются первичным поселением, при осаде которых владелец даёт "волю", то-есть освобождение от уплаты дани и подати на определённый срок (в среднем 10-15 лет), что часто отражалось в названии поселения как Воля, Волица. После окончании срока "воли" селение приобретало своё устойчивое название, иногда совершенно другое.
Так как князь Александр Острожский умер в том-же 1603 году, то эти земли были под управлением его сыновей – Константина-Адама и Януша-Павла. В 1621 г., после смерти этих сыновей Александра Острожского, его жена Анна Костка разделила владения между дочерьми – Софией Любомирской, Катериной Замойской и Анной-Алоизой Ходкевичевой. Для этого в 1620 г. был произведен инвентарь имений Александра с целью равного разделения. Село Межирич (Miedzyrźec) там указано среди 16 сел Барашевской волости, которая досталась по жене Софии князю Станиславу Любомирскому. Записано село в общем списке между селами Середы и Подлубы.
В дальнейшем село Межиричка в составе Барашевской волости, принадлежало князьям Любомирским, а с 1720 г по 1750 г. Межиричка была в собственности Павла-Кароля Сангушка по его жене Марианне Любомирской, при этом была отделена от Барашевского ключа и относилась к Звягельскому ключу . 
Со средины XVIII ст. Межиричка приобрела статус местечка. 
После присоединения этих территорий в 1796 г. к Российской империи, Звягельская волость – в том числе и Межиричка – от Любомирских перешла к Уваровым. А точнее все эти огромные владения Любомирских достались генералу Федору Петровичу Уварову, третьему мужу Марии Любомирской, которая была дочерью генерала российской армии Каспера Любомирского, приемного сына Теодора Любомирского. 
В административном отношении мст. Межиричка вошло в состав новообразованного Новоградволынского повета Волынской губернии.
В первой половине XIX в. название Межиричка сменилось на Эмильчино, при этом оба названия употреблялись паралельно, так, например, в 1837 г. в клировых ведомостях написано "село Межиричка", а в ревизских сказках за этот-же год писалось "с местечка Eмильчина". Есть легенда о происхождение названия "Эмильчино" от имени дочери владельца – Эмилии, но твердых, однозначных, доказательств этому нет. Местное еврейское население называло местечко  "Мильчин", а также такое название, от их-же, употребляло окрестное сельское население.  
После смерти Федора Петровича Уварова в 1824 г., в 1830 г. был произведен раздел Звягельской волости между его двуюродными братьями – Емильчинский ключ с центром в местечке Эмильчино, отошёл к статскому советнику Аполлону Ивановичу Уварову (1790-1872). 
По данным за 1860 г. в Емильчинском ключе у Уваровых было 88 766 десятин земли. 
После административной реформы 1861 г. местечко Эмильчино стало центром Эмильчинской волости, границы которой совпадали с Емильчинским ключом.  
Далее Эмильчинской волостью владел сын Апполона Ивановича, Сергей Аполлонович Уваров, который умер в 1900 г. и был похоронен в Эмильчино. После его смерти юридическим владельцем Эмильчино значилась жена Сергея Аполлоновича – княжна София Владимировна Яшлиль (ум.1913), которая после смерти мужа жила в Санкт-Петербурге, а фактическим владельцем был их сын – Владимир Сергеевич Уваров.
Владимир Сергеевич Уваров с 1907 по 1915 год был уездным предводителем дворянства Новоград-Волынского повета и в 1912 году имел титул камер-юнкер двора его величества, коллежский ассесор. Приписываемый емильчинским Уваровым графский титул является домыслом, упомянутая ветвь Уваровых – потомки Федора Петровича Уварова, были обычными богатыми дворянами, а наследственный графский титул был только у их дальних родственников, среди которых известен граф Сергей Семенович Уваров, с которым и путают емильчинского Сергея Аполлоновича Уварова. 
Встречаемое утверждение  —  "Вся эта территория принадлежала графу Владимиру Александровичу Уварову. Многие населённые пункты округи были названы в честь его детей. Так, например, Эмильчино было названо в честь дочери Эмилии, Степановка в честь сына Степана, Андреевичи (сына Андрея), Варваровка (дочери Варвары), Паранино (дочери Парани) и т. д." также является домыслом, с корнями на сайте, где опубликованы воспоминания евреев - бывших жителей местечка (ссылка на сайт находится ниже). Так как Степановка известна с средины XVII в., а Андриевичи с конца XVI в., Варваровка появилась во второй половине XIX в. как немецкая колония Барбаровка. Единственно легенда о Эмилии, возможно имеет какие-то исторические корни.
Усадьба графа (разрушенная сегодня) была расположена на улице, ведущей в село Середы.
Уваровы проживали летом в Эмильчино, а зимой в Санкт-Петербурге. Граф пожертвовал средства на сооружение церкви (уничтоженной в 30-х годах XX века). Также он выделили деньги на разбивку парка, частично сохранившегося по сей день. Граф (?) скончался до революции 1917 года и похоронен на христианском кладбище Эмильчино.
К концу XIX века в местечке действовал чугунно-литейный заводик, а сама местность славилась плантациями хмеля, кроме этого, местные жители трудились на суконной фабрике и лёнозаводе. 
В 1897 в Емильчино проживало 1049 евреев (42,3 % населения), в 1926—1383 (38,3 %), в 1939—1115 (21 %), в 1989 — 77 евреев (0,9 %). Основные занятия евреев в XIX — нач. XX веков — мелочная торговля и различные ремёсла. В годы Гражданской войны еврейское население Емильчино страдало от погромов, грабежей и эпидемий. В начале июля 1941 Емильчино было оккупировано германскими войсками, которые в августе расстреляли 38 евреев, остальное еврейское население уничтожено в сентябре 1941. Согласно информации, размещённой в Интернете, массовое захоронение расположено по Школьной улице. В ноябре — декабре 1943 партизаны соединения генерала М. И. Наумова, в рядах которого сражалось много евреев, освободили Емильчино и 22 дня удерживали его. 
В 1944 посёлок Эмильчино переименован в Емильчино.
В 2018 посёлку Емильчино присвоен статус поселка городского типа.
В 2020 году вошёл в состав Звягельского района.

## Население
По данным первой всеобщей переписи населения Российской империи за 1897 г., в селе Эмильчине проживало 2 473 жителей, из них 1 424 православных и 1 049 евреев.
В 1923 г. в местечке Эмильчино было 660 дворов и 3 722 жителей.
На 1 января 2024 года численность населения составляла около 6 тысяч человек.

### Языковой состав
Родной язык населения по данным переписи 2001 года:
| Язык       | Численность, чел. | Доля     |
| ---------- | ----------------- | -------- |
| Украинский | 7 138             | 96,56 %  |
| Русский    | 248               | 3,35 %   |
| Другие     | 6                 | 0,09 %   |
| Итого      | 7 392             | 100,00 % |